# 付加価値
付加価値（ふかかち、英: added value）とは、
1. 生産によって新たに加えられた価値。総生産額から原材料費・燃料費・減価償却などを差し引いた額。減価償却費を差し引かない付加価値を粗付加価値、減価償却費を差し引く付加価値を純付加価値という。
2. 通俗的には「特定の人・場所・施設や何かの商品・サービスなどに付け加えられた独自の価値」という意味で用いられることがある。

本記事では1. について説明する。

## 経済における付加価値
経済における価値とは財の価格のことだが、生産活動によって生産された商品の価格が原材料等の価格より高くなるのは、生産によって価値が生み出され、付加されたからとする考え方に由来する。
経済における付加価値は、企業などの生産者が生産活動によって作り出した生産額から、その企業などの生産者が購入した原材料や燃料などの中間投入物を差し引いたものを表すものとされることが多い。賃金、利潤、利子、地代、家賃などに分かれる。各生産段階で付加された付加価値の合計は、最終生産財の価格に等しい。
マルクス経済学の労働価値説においては価値の源泉は投下された労働である。価値を生む特殊な使用価値は労働力だが、労働力商品の価値は再生産に必要な労働量によって規定される。労賃は労働力の再生産費によって規定される。ところが労働力は自己の再生産に必要な労働量（必要労働）以上に労働できるから、対価なしの労働（不払労働）部分は資本家の取り分となる。これを剰余価値という。
近代経済学では、労働力も土地や建物や機械などの生産手段も、共に生産に必要な生産要素であり、区別されない。生産された付加価値は、各々の限界生産力に従って賃金、利潤、･･･等に配分される。（生産関数が規模に関して収穫不変であれば、オイラーの定理によって、限界生産力に比例した配分により配分し尽くされることが保証される。）

### 工学における付加価値
工学における付加価値は、何らかの工程に基づいて、使用者にとって前より優れていることを表すことが多い。例えば風力発電や太陽光発電においては、風や光から電気が生成される。このような時、発電という工程によって、電気を使用する者にとっては、自然現象に対して付加価値が加えられたと考える。